# PPR-Jongeren
De PPR-Jongeren (PPRjo of PPRJ) waren de jongerenorganisatie van de Politieke Partij Radikalen (PPR).
Op 4 januari 1991, na het opgaan van de PPR in GroenLinks, fuseerde de PPRjo met de PSJG, de jongerenorganisatie van de PSP, en enkele onafhankelijke jongeren van GroenLinks tot DWARS, de jongerenorganisatie van GroenLinks.
Een bekend lid van de PPRjo was de latere PvdA-minister en -fractievoorzitter Ad Melkert.